# Lajeado do Bugre
Lajeado do Bugre là một đô thị thuộc bang Rio Grande do Sul, Brasil. Đô thị này có diện tích 67,903 km², dân số năm 2007 là 2536 người, mật độ 37,35 người/km².